# Harald Quandt
Harald Quandt (Charlottenburg, 1 de noviembre de 1921-Cuneo, 22 de septiembre de 1967) fue un industrial y aviador alemán. Era hijo de Magda Goebbels y del industrial Günther Quandt, e hijastro del jerarca nazi Joseph Goebbels.
Sirvió como teniente en la Luftwaffe durante la Segunda Guerra Mundial. Fue herido y capturado por las tropas aliadas en Italia en 1944, y liberado tres años después. Tras la guerra, él y su hermanastro Herbert Quandt dirigieron la importante empresa de fabricación de baterías Accumulatorenfabrik AG (Afa), posteriormente conocida como VARTA, que les legó su padre Günther. En la década de 1960, ambos hermanos se convirtieron en importantes accionistas de BMW.
Se casó con Inge Bandekow (1928-1978) y tuvieron 5 hijas: Katarina Geller (1951), Gabriele Quandt-Langenscheidt (1952), Anette May-Thies (1954), Patricia Halterman (1957) y Colleen-Bettina Rosenblat-Mo (1962). Murió en 1967 en Italia, tras sufrir un accidente con su avión particular, un Beechcraft King Air.

## Biografía

### La juventud y la guerra

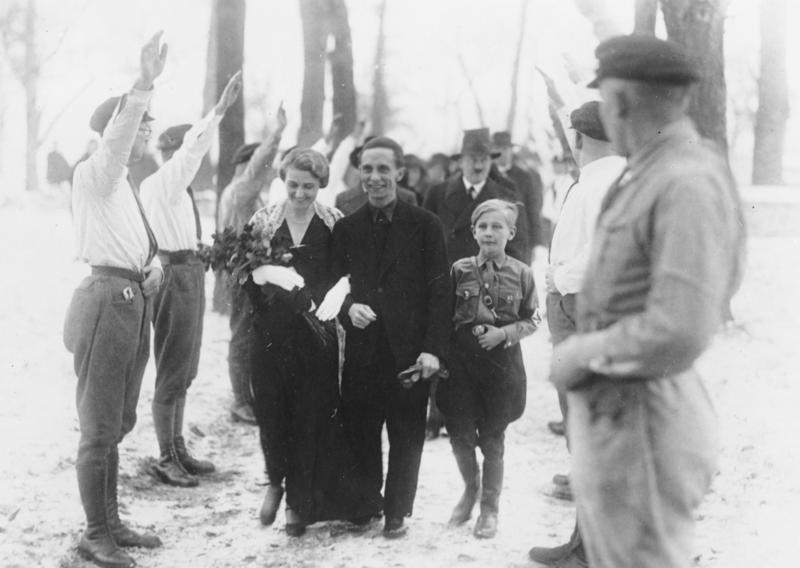
Harald Quandt (derecha), a los 10 años de edad, en la boda de su madre con Joseph Goebbels en 1931 (con Hitler al fondo)

Harald Quandt nació en 1921 en Charlottenburg, fruto del matrimonio de Günther Quandt y Magda Behrend Rietschel. La pareja se divorció en 1929, pero siguió manteniendo relaciones muy cordiales y amistosas. En 1931, Magda se casó con Joseph Goebbels en una de las propiedades de Günther, enlace que contó con Hitler como padrino de Goebbels.
Tras las segundas nupcias de su madre, Harald se quedó a vivir con su padre, que se convirtió en uno de los industriales más importantes del Tercer Reich, hasta 1934. No obstante, siguió viendo con frecuencia a su madre, convertida en la primera dama del Tercer Reich, a su padrastro, Ministro de Propaganda desde 1933, y a sus hermanos pequeños. Después de 1934 volvió con su madre y vivió con la familia Goebbels hasta que aprobó sus exámenes de fin de estudios en 1940.
Sirvió en el ejército como teniente de la Luftwaffe durante la Segunda Guerra Mundial. En 1941 participó en la batalla de Creta y más tarde combatió en Rusia e Italia, donde resultó herido. Fue capturado por los Aliados en Italia en 1944, y liberado en 1947. En mayo de 1945 Magda y Joseph Goebbels se suicidaron, tras asesinar a sus seis hijos, en el Führerbunker. Harald fue el único de los hijos de Magda que la sobrevivió.

### Los negocios tras el fin de la guerra
Tras regresar a Alemania, primero ayudó a su hermanastro a reconstruir las industrias familiares que habían sido destruidas, y de 1949 a 1953 estudió ingeniería mecánica en Hannover y Stuttgart. Su padre murió en 1954 durante un viaje a El Cairo y legó su imperio empresarial a Harald y Herbert, lo que convirtió a Harald en uno de los hombres más ricos de Alemania Occidental. Por aquel entonces, el grupo Quandt estaba formado por más de 200 empresas, desde el originario negocio textil hasta la compañía farmacéutica Altana AG. El grupo familiar también poseía importantes participaciones en la industria automovilística alemana, con casi el 10% de Daimler-Benz y el 30% de BMW.
Aunque Herbert y Harald dirigían las empresas conjuntamente, Herbert se concentraba en AFA/VARTA y en las inversiones en la rama de la automoción, mientras que Harald se dedicaba principalmente a la IWKA y a las empresas del sector de la ingeniería y la maquinaria. A principios de los años 50, Harald Quandt se casó con Inge Bandekow, que era hija del abogado de la empresa y trabajaba con su padre Günther como secretaria. Durante los 17 años siguientes, la pareja tuvo cinco hijas: Katarina Geller (1951), Gabriele Quandt-Langenscheidt (1952), Anette May-Thies (1954), Colleen-Bettina Rosenblat-Mo (1962) y Patricia Halterman (1967-2005).
Harald Quandt sobrevivió a un accidente ocurrido el 12 de diciembre de 1965 en el aeropuerto de Zúrich-Kloten, pero el 22 de septiembre de 1967, unas semanas antes de su cuadragésimo sexto cumpleaños, murió cuando su avión privado (un Beechcraft 65-A90 King Air) se estrelló en Cuneo (Italia), en un accidente que se saldó con la muerte de seis personas.

## Filmografía
El documental El silencio de los Quandt (Das Schweigen der Quandts), emitido por la cadena de televisión alemana ARD en 2007, describe con detalle el papel que desempeñó la familia Quandt durante la Segunda Guerra Mundial. Hasta entonces, el pasado nazi de la familia era poco conocido, y el documental lo divulgó a un amplio público y confrontó a la familia con su propia historia, como el uso de trabajos forzados en sus fábricas durante la Segunda Guerra Mundial.
Tras el estreno del documental, cuatro miembros de la familia anunciaron, en nombre de toda la familia Quandt, su intención de financiar un proyecto de investigación en el que un historiador analizaría las actividades de la familia durante la dictadura de Adolf Hitler.  Joachim Scholtyseck, el historiador que elaboró el estudio, concluyó que «los Quandt estaban indisolublemente ligados a los crímenes de los nazis».